# بخشة يمني
بخشة يمني هي قرية سَعُودية، تَقَعُ في منطقة جازان في جنوب غرب المَمْلكة العربيَّة.

## الموقِع
تقعُ بخشة يمني في مُحافظة جَازَان بالقُرب من الطّريق الرئيسي طريق الملك عبد العزيز رقم 5.

## المُناخ
مُناخ بخشة يمني لا يختلفُ عن مُناخ منطقة جازان عامَّةً وهو يتأثرُ بحركة الرياح الاستوائية ويتنوع لتنوع مظاهر السطح والخصائص الجغرافية للمنطقة، فإن مناخ السهل الساحلي معتدل شتاءً وحار رطب صيفًا، وتنخفض درجة الحرارة تدريجيًا باتجاه الجبال، وينتج عن ذلك هطول الأمطار، وترتفع درجة الحرارة خلال الفترة من شهر يونيو إلى شهر سبتمبر، ويتراوح متوسط درجات الحرارة بين 25 درجة مئوية في شهر يناير و35 درجة مئوية في شهر يونيو، وقد بلغت أقصى درجه حرارة 41 درجة، وأدنى درجة حرارة 18، وتتزايد الرطوبة النسبية من اتجاه الجزء الشرقي للسهول إلى ناحية الغرب، ويتراوح معدل الرطوبة النسبية بين 61% في شهر يوليو إلى 79% في شهر ديسمبر، وبلغ الحد الأقصى للرطوبة النسبية 99% والحد الأدنى 27%.
كما تهبُ الرياح الشمالية الغربية على جازان من شهر مايو إلى شهر سبتمبر، وتهب الرياح الموسمية في شهري يونيو وأغسطس وتكون محملة بالعواصف الرملية مشكلة ظاهرة الغبرة، وتبلغ سرعة الرياح الموسمية في المنطقة حوالي 26 كم/ ساعة كمتوسط سنوي، إلا أن الفترة التي تتميز بزيادة سرعة الرياح تقع خلال الصيف، حيث ترتفع إلى ما يزيد على 30 كم/ ساعة خلال الأشهر مايو ويونيو وأغسطس وسبتمبر.
وتهطل الأمطار في المنطقة في فصل الصيف خلال شهور يوليو وأغسطس وسبتمبر، حيث تكون نسبة 47% من الهطول السنوى في جبال فيفاء ونحو 52% في أبو عريش ونحو 76% في صبيا ونحو 71% في هروب ونحو 61% في عتود ويتراوح تساقط الأمطار بين 100 إلى 450 مليمترا حسب ارتفاع الموقع، وتكون هذه الأمطار غالبا كثيفة وغزيرة، وتولد سيول ضخمة ومفاجئة نتيجة سقوط الأمطار على المناطق الجبلية وانحدارها الحاد تجاه الساحل، حيث مسارات الأودية الرئيسة بالمنطقة غالباً ما تتجه من الشرق إلى الغرب باتجاه ساحل البحر الأحمر.

## انظُر أيضًا
- قائمة المدن والبلدات في المملكة العربية السعودية
- مناطق المملكة العربية السعودية
- القوة
- محاطة

## مَرَاجِع
1. ↑  GeoNames (بالإنجليزية), 2005, QID:Q830106
2. ↑  الجمعية الجغرافية (1998). دليل المواقع الجغرافية بالمملكة العربية السعودية لمستخدمي النظام العالمي لتحديد المواقع GBS. العبيكان للنشر. ص. 137. ISBN:978-9960-05-827-6. مؤرشف من الأصل في 2020-01-10.
3. ↑  الجغرافيا دراسات وأبحاث نبذة عن منطقة جازان نسخة محفوظة 17 أكتوبر 2016 على موقع واي باك مشين.